# Hoplopleura kitti
Hoplopleura kitti är en insektsart som beskrevs av Kim 1968. Hoplopleura kitti ingår i släktet Hoplopleura och familjen gnagarlöss. Inga underarter finns listade i Catalogue of Life.